# Вічова вулиця (історична)
Вічова вулиця — зникла вулиця Києва, існувала у Жовтневому, нині Солом'янському районі Києва, місцевість Караваєві дачі. Пролягала від Борщагівської вулиці до вулиці Миколи Голего (тоді — Лебедєва-Кумача).

## Історія
Виникла у 1920-ті роки під такою ж назвою. Вперше зафіксована на карті 1923 року. Ліквідована наприкінці 1950-х років при прокладанні Малої окружної дороги (увійшла до складу Окружної вулиці, частина якої 1962 року увійшла до складу вулиці Індустріальної.
Ділянка сучасної вулиці Вадима Гетьмана на відтинку від Борщагівської вулиці до вулиці Миколи Голего — це траса колишньої Вічової вулиці.
З 2022 року неподалік також існує Вічова вулиця.